# ヒンドゥー教における釈迦

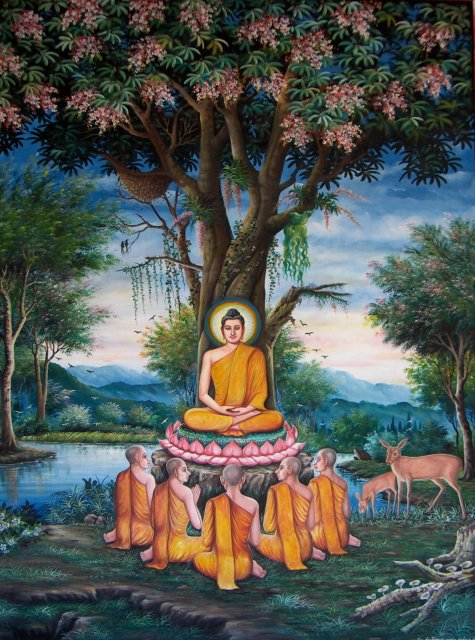
ワット・チェディ・リエム寺院にある絵。説法する釈迦を描いている。

ヒンドゥー教における釈迦（ゴータマ・ブッダ ）は、ときにヴィシュヌのアヴァターラ（化身）と見られる。プラーナ文献『バーガヴァタ・プラーナ』では彼は25のうち24番目のアヴァターラであり、カルキ（最後の化身）の到来が予告されている。

## 概要
ヒンドゥー教内の伝統の多様性のため、ヴェーダ伝統の参照内には、釈迦の正確な位置づけへの明確な観点あるいは総意は存在しない。だが、ヒンドゥー教の伝統の多くに於いては、ブッダをダシャーヴァターラ（神の十化身）として知られる最も重要な10の化身の最も新しい（9番目の）化身を演じさせている。これは大乗仏教の教義がヒンドゥー教に取り込まれ、ヒンドゥー教の1宗派として仏教が扱われるようになったためである。後述の通り、偉大なるヴェーダ聖典を悪人から遠ざけるために、敢えて偽の宗教である仏教を広め、人々を混乱させるために出現したとされた。
仏教徒のダシャラタ・ジャータカ（ジャータカ・アッタカター461）は菩薩・偉大な叡智の至高なるダルマの王としてのブッダの前世としてラーマを描写している。ブッダの教えはヴェーダの権威を否定し、したがって仏教は一般的に正統的ヒンドゥー教の見解からナースティカ（異端、語源的には「存在しないna astiと主張する者」
）の派と見られた。

## ヒンドゥー教における釈迦観
影響力のあるヴァイシュナヴァ派詩人ジャヤデーヴァ・ゴースワーミーの『ギータ・ゴーヴィンダ』のダシャーヴァターラ・ストートラの部分では釈迦をヴィシュヌの十化身のうちに含め、彼に関する次のような祈りを書いている。
この、主に非暴力（アヒンサー）を促進したアヴァターラとしての釈迦観はクリシュナ意識国際協会（ISKCON）を含む現代のヴァイシュナヴァの多くの団体のうちに一般的な信条として存続している。
サルヴパッリー・ラーダークリシュナンやヴィヴェーカーナンダのような他の顕著な現代ヒンドゥー教の提案者たちは、釈迦を世界中の全ての宗教の背後にある同じ普遍的真実の教師とみなした。
立松和平がインドに行ったとき、マルカスというキリスト教徒が「ヒンドゥー教の考え方」として以下のように語るのを聞いたという。
ヒンドゥー教内では、例えばラーマあるいはクリシュナのようなアヴァターラが一般的に至高の神として崇拝されているが、ブッダに同様な方法でのヒンドゥー教徒からの崇拝が行われているのは、さほど見られない。

## ヒンドゥー教内での釈迦に主導された改革への反応

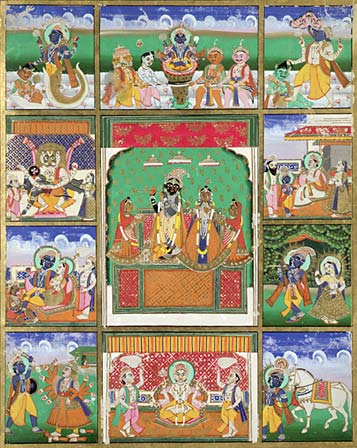
アヴァターラを描いた絵。最下段中央の多腕の人物が釈迦である。

ガンディーを含む、現代ヒンドゥー教における革命者の多くは、釈迦の生涯と教えとその試みられた改革の多くに霊感を受けた。
仏教は、1979年にアラーハーバードで行われたヴィシュヴァ・ヒンドゥー・パリシャッドの第二回世界ヒンドゥー会議で栄誉を与えられたダライ・ラマ14世ラマ・テンジン・ギャツォとともに同時代のヒンドゥトヴァ運動に好意を見出している。

## ヒンドゥー教聖典における釈迦
ブッダは、プラーナ文献ほぼ全てを含む、重要なヒンドゥー教聖典の中で描写されている。しかしながらそれら全てが同じ人物に言及するわけではない。それらのいくつかは別々の人々を言及し、また「ブッダ」は単に「ブッディ（知性）をもつ人」を意味する。しかし、それらの大部分は仏教の開祖に言及している。それらは二つの役割とともに彼を描写する。悪魔や他のものを惑わすために説教をし、ヴェーダに規定された動物の犠牲を非難する。
ブッダについて言及するプラーナの部分的なリストは、以下の通りである。
- 『ハリヴァンシャ』(1.41)
- 『ヴィシュヌ・プラーナ』(3.18)
- 『バーガヴァタ・プラーナ』(1.3.24, 2.7.37, 11.4.23)
- 『ガルダ・プラーナ』(1.1, 2.30.37, 3.15.26)
- 『アグニ・プラーナ』(16)
- 『ナーラダ・プラーナ』(2.72)
- 『リンガ・プラーナ』(2.71)
- 『パドマ・プラーナ』(3.252) など

プラーナ文献では、彼はヴィシュヌの十のアヴァターラのひとつで、普通はその九番目として言及される。アヴァターラとしての彼に言及した別の重要な聖典は、リシ・パラーシャラの『ブリハット・パラーシャラ・ホーラ・シャーストラ』(2:1-5/7)である。
彼はしばしばヨーギーあるいはヨーガチャーリャそしてサンニャーシーとして記述される。いくつかの場所ではブッダの父はアンジャナあるいはジナと名づけられてはいるが、仏教の伝統では、彼の父は一貫してスッドーダナと呼ばれた。彼は白色あるいは青白く赤らんだ容色が美しく、赤茶けた、あるいは赤い衣服を着た人物として描写された。
ほんのいくつかの陳述がブッダの崇拝に言及する。例えば『ヴァラーハ・プラーナ』は美を欲する人は彼を崇拝すべきと述べている。
プラーナのいくつかでは、彼が「悪魔を欺き迷わす」ために誕生を担ったとして記述されている。
『バーガヴァタ・プラーナ』では、ブッダはデーヴァに力を取り戻させるために誕生を担ったと言われている。
ただし上記の『バーガヴァタ・プラーナ』の一節について、クリシュナ意識国際協会設立者A・C・バクティヴェーダンタ・スワミ・プラブパーダは、釈迦（に化身したヴィシュヌ）はヴェーダにおける犠牲を否定したのではなくヴェーダの犠牲の名のもとに行われる動物の屠殺をやめさせようとした、と解釈する。
多くのプラーナにおいてブッダは、ヴェーダのダルマから遠くへと、悪魔あるいは人類のいずれか一方惑わせる目的のうちに顕現された、ヴィシュヌの化身として記述される。『バヴィシュヤ・プラーナ』は以下を含む。
ウェンディ・ドニジャーによれば、様々なプラーナのうちのそれぞれ説明に見出されるブッダ・アヴァターラは、彼らを悪魔と同一視することで仏教徒を中傷するための、正統ブラフミニズムによる企ての表れかもしれない。ヘルムート・フォン・グラーゼナップはこれらの発達は、ヴァイシュナヴァ派のために仏教徒に勝利し、このような重大な異端がインドにおいて存在できた事実を説明しようという、仏教を平和裏のうちに吸収するためのヒンドゥーの欲求であるとした。
ひとりの「ブッダ」が帰された時間は、相互矛盾する。いくつかは彼を紀元500年あたりに押し込み、64年の生涯の中でヴェーダの宗教に従う幾人かの人々を殺害した、そしてジナという名の父を持っていたと記述している。そしてそれはこの独特な人物像がシッダールタ・ゴータマとは別人かもしれないことを暗示する。

## 脚註
1. ↑  小学館「日本大百科全書」ナースティカの項（宮元啓一執筆）
2. ↑  Dasavatara stotra
3. ↑   Lecture 1974 by founder of ISKCON - A. C. Bhaktivedanta Swami Prabhupada "Because people were addicted so much in violence, in killing the animals, therefore Buddha philosophy was needed"
4. ↑   Hinduism, in The World's Parliament of Religions, J. H. Barrows (Ed.), Vol. II, Chicago 1893, p. 978.
5. ↑   Eastern Religions and Western Thought, New York 1969, pp. 326?7
6. ↑  立松和平『ブッダその人へ』人物文庫（学陽書房）2001年、165頁
7. ↑  Mahatma Gandhi and Buddhism Archived 2012年7月10日, at the Wayback Machine.
8. ↑  McKean, Lise: Divine Enterprise.  Gurus and the Hindu Nationalist Movement.  Chicago University Press, 1996. Elst, Koenraad: Who is a Hindu (2001)
9. ↑  Singh, pp. 262–264
10. ↑  Singh, p.267
11. ↑  Bhaktivedanta VedaBase: Śrīmad Bhāgavatam 1.3.24
12. ↑  Wendy O'Flaherty, Origins of Evil in Hindu Mythology. University of California Press, 1976, page 203.
13. ↑  O'Flaherty, page 200.
14. ↑  von Glasenapp 1962 page 113, cited in O'Flaherty, page 206.
15. ↑  Singh, p.266.